# Попешти (Горж)
Попешти (рум. Popești) насеље је у Румунији у округу Горж у општини Логрешти. Oпштина се налази на надморској висини од 292 m.

## Становништво
Према подацима из 2002. године у насељу је живело 476 становника, од којих су сви румунске националности.